# Ministero dello sviluppo (Grecia)
Il Ministero dello Sviluppo è un dicastero del Governo della Repubblica Ellenica, responsabile dello sviluppo economico attraverso l'aumento della competitività del paese. Il Ministero si occupa dello sviluppo economico equilibrato delle regioni del paese, in particolare dell'aumento del prodotto interno lordo pro capite attraverso il rafforzamento degli investimenti nei settori privato e pubblico. Si assicura che gli investimenti amplino la base produttiva del paese e migliorino la competitività delle imprese greche. Inoltre, promuove e supervisiona la modernizzazione continua dell'industria nazionale, il buon funzionamento del mercato e la protezione dei consumatori. 
Il Ministero è stato istituito nel 1996 dal governo di Kostas Simitis a seguito della fusione dei Ministeri dell'Industria, dell'Energia e della Tecnologia, del Commercio e del Turismo. Sono seguite diverse ridenominazioni e modifiche parziali delle sue competenze. Il suo attuale nome lo porta dal giugno 2023.
L'attuale capo del Ministero è il deputato di Nuova Democrazia, Takis Theodorikakos.

## Storia
Il Ministero dello Sviluppo è stato istituito il 1° febbraio 1996 dal Primo Ministro Costas Simitis attraverso la fusione di tre precedenti ministeri: il Ministero dell'Industria, dell'Energia e della Tecnologia, il Ministero del Commercio e il Ministero del Turismo. 

Il 7 ottobre 2009 è stato abolito e sostituito dal "Ministero dell'Economia, della Competitività e della Navigazione" (Υπουργείο Οικονομίας, Ανταγωνιστικότητας και Ναυτιλίας). Il nuovo ministero è stato creato in seguito alla divisione del Ministero dell'Economia e delle Finanze, quando il portafoglio dell'economia nazionale è stato unito al Ministero dello Sviluppo e al Ministero della Marina Mercantile.

Il 7 settembre 2010 è stato rinominato "Ministero dello Sviluppo Regionale e della Competitività" (Υπουργείο Περιφερειακής Ανάπτυξης και Ανταγωνιστικότητας) per riflettere la prossima ricostituzione di un separato Ministero degli Affari Marittimi, delle Isole e della Pesca. Tuttavia, non è stato emesso alcun Decreto Presidenziale per formalizzare il cambio di nome, e il ministero ha mantenuto il suo nome ufficiale precedente nonostante la perdita del portafoglio della navigazione il 30 settembre.  Dopo la reintegrazione di quest'ultimo il 27 giugno 2011, è stato rinominato "Ministero dello Sviluppo, della Competitività e della Navigazione" (Υπουργείο Ανάπτυξης, Ανταγωνιστικότητας και Ναυτιλίας).

Il 21 giugno 2012, è stato nuovamente separato dal Ministero della Navigazione e invece fuso con il "Ministero delle Infrastrutture, dei Trasporti e delle Reti" per diventare il Ministero dello Sviluppo, della Competitività, delle Infrastrutture, dei Trasporti e delle Reti. La fusione è stata annullata a seguito di un rimpasto di governo il 25 giugno 2013, ma il 27 gennaio 2015 tutti e tre i ministeri sono stati amalgamati nel "Ministero dell'Economia, delle Infrastrutture, della Navigazione e del Turismo" nel primo governo Tsipras.

Il 23 settembre 2015, è stato rinominato "Ministero dell'Economia, dello Sviluppo e del Turismo" con il ripristino dei ministeri delle infrastrutture e della navigazione. 

Il 5 novembre 2016, è stato rinominato "Ministero dell'Economia e dello Sviluppo" con il ripristino del Ministero del Turismo. 

Il 9 luglio 2019, è stato rinominato "Ministero dello Sviluppo e degli Investimenti" dal nuovo governo di Nuova Democrazia. Con la formazione del secondo governo Mitsotakis il 27 giugno 2023, è tornato al suo nome originale.